# Garage Inc.
Garage Inc. är ett cover/samlingsalbum av den amerikanska hårdrocksgruppen Metallica, utgivet 1998.
Albumet innehåller 2 skivor med olika covers på låtar av andra artister, till exempel Black Sabbath, Motörhead, Diamond Head, Queen och The Misfits. Låtarna på CD 1 är nya studioinspelningar (med undantag av "Tuesday's Gone"), medan låtarna på CD 2 är hämtade från gamla b-sidor och albumet Garage Days Re-Revisited.

## Låtlista

### CD 1
Nya studioinspelningar '98
1. "Free Speech for the Dumb" (Discharge) - 2:35
2. "It's Electric" (Diamond Head) - 3:33
3. "Sabbra Cadabra" (Black Sabbath) - 6:20
4. "Turn the Page" (Bob Seger) - 6:06
5. "Die, Die My Darling" (The Misfits) - 2:26
6. "Loverman" (Nick Cave and the Bad Seeds) - 7:52
7. "Mercyful Fate" (Ett Mercyful Fate-medley som innehåller låtarna "Satan's Fall", "Curse of the Pharaohs", "A Corpse Without Soul", "Into the Coven" och "Evil") - 11:10
8. "Astronomy" (Blue Öyster Cult) - 6:37
9. "Whiskey in the Jar" (Thin Lizzy) - 5:04
10. "Tuesday's Gone" (Lynyrd Skynyrd) - 9:03
11. "The More I See" (Discharge) - 3:23

### CD 2
Garage Days Re-Revisited '87
1. "Helpless" (Diamond Head) - 6:36
2. "The Small Hours" (Holocaust) - 6:40
3. "The Wait" (Killing Joke) - 4:52
4. "Crash Course In Brain Surgery" (Budgie) - 3:08
5. "Last Caress/Green Hell" (The Misfits) - 3:29
B-sidor till singeln Creeping Death '84
6. "Am I Evil?" (Diamond Head) - 7:50
7. "Blitzkrieg" (Blitzkrieg) - 3:36
B-sidor till singeln Harvester of Sorrow '88
8. "Breadfan" (Budgie) - 5:41
9. "The Prince" (Diamond Head) - 4:24
Metallica's bidrag till Elektra Records 40-årsjubileumsskiva Rubaiyat '90
10. "Stone Cold Crazy" (Queen) - 2:17
B-sidor till singeln The Unforgiven '91
11. "So What" (Anti-Nowhere League) - 3:08
12. "Killing Time" (Sweet Savage) - 3:03
B-sidor till singeln Hero of the Day '96
13. "Overkill" (Motörhead) - 4:05
14. "Damage Case" (Motörhead) - 3:40
15. "Stone Dead Forever" (Motörhead) - 4:51
16. "Too Late Too Late" (Motörhead) - 3:12